# El Obrero

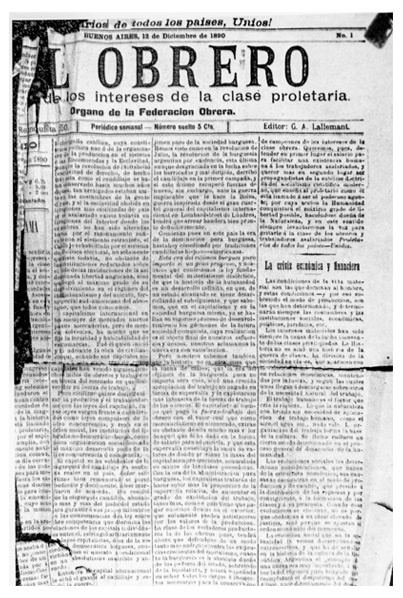
Portada del primer número, 12 de diciembre de 1890.

El Obrero fue un periódico socialista argentino que apareció a fines del siglo XIX. Fue fundado por Germán Avé Lallemant y su primera editorial salió el 12 de diciembre de 1890, bajo el lema "nuestro programa".
La importancia de El Obrero radica en su análisis novedoso, comienza a aplicar categorías marxistas a la descripción e interpretación de la dura realidad que se vivía durante la gran crisis de 1890 en Argentina. Esta golpeó fuertemente a la incipiente clase obrera, la enorme devaluación que tuvo lugar en esos años licuó los salarios y el colapso de la industria de la construcción arrojó al mercado laboral a miles de trabajadores. Las grandes masas de desocupados pausarían por unos años el movimiento huelguista, pero la existencia de periódicos como El Obrero demuestran el surgimiento de una nueva conciencia que empieza a superar las barreras que constituían las diversas nacionalidades existentes en el país. También es en sus páginas donde se advierte la necesidad de un partido socialista nacional, que luche por la expansión del sufragio y finalmente por el poder. Creen también que el régimen existente viola los preceptos de la democracia burguesa y el capitalismo, que son necesarios como paso previo para el advenimiento del socialismo. Por esta razón ven con buenos ojos el accionar de la Unión Cívica, que cumpliría el rol de instaurar el sistema capitalista completo. Dejaría de aparecer en septiembre de 1892, luego algunos de sus ex redactores iniciarían dos efímeras publicaciones que mantendrían una polémica, El Socialista y El Obrero (segunda época). 